# Jillian Bach
Pour les articles homonymes, voir Bach (homonymie).
Jillian Bach est une actrice américaine, née le 27 avril 1973 à Palm Beach Gardens (Floride).

## Filmographie

### Cinéma
- 2004 : The Last Run : Felicia
- 2009 : Julie et Julia de Nora Ephron :  Annabelle

### Télévision
- 1999-2001 : Un toit pour trois (Two Guys, a Girl and a Pizza Place) : Irène (31 épisodes)
- 1999 : X-Files : Aux frontières du réel (X-Files) : Maggie (saison 6, épisode 18 : À cœur perdu)
- 2003 : Une famille presque parfaite (Still Standing) : Stacy (saison 2, épisode 11)
- 2004-2006 : Urgences (ER) : Penny Nicholson (5 épisodes)
- 2006 : Alex Rose : Molly (11 épisodes)
- 2006 : Grey's Anatomy : Gretchen (saison 3, épisode 6)
- 2008 : New York, police judiciaire (Law and Order) : Rebecca Moore (saison 19, épisode 4)
- 2010 : Ghost Whisperer : Maggie Stevens Carson (saison 5, épisode 11)
- 2010 : Bones : Ember (saison 5, épisode 20)
- 2011-2012 : Mentalist : Sarah Harridan (6 épisodes)
- 20122012 : Private Practice : Debra Diamanti (saison 6, épisode 1)
- 2015 : iZombie : Jane Bowman (saison 1, épisode 8)